# Jean-Sigismond de Dietrich
Pour les autres membres de la famille, voir Famille de Dietrich.
Jean Sigismond Eugène de Dietrich (Jaegerthal 14 octobre 1803-24 août 1868 Jaegerthal) est un industriel alsacien.

## Biographie
Petit-fils de Philippe-Frédéric de Dietrich et neveu de Sigismond-Frédéric de Berckheim, il est le frère d'Albert de Dietrich. Il est le grand-père d'Adrien de Turckheim
Maître des forges à Niederbronn, il est également député du Bas-Rhin de 1839 à 1842.